# کاسسیک
کاسسیک (به آلمانی: Kassieck) یک منطقهٔ مسکونی در آلمان است که در گراده‌لگن واقع شده‌است. کاسسیک  ۱۹۳ نفر جمعیت دارد.